# Azealia Banks
Azealia Amanda Banks (n. 31 mai 1991) este o rapperiță, cântăreață și compozitoare americană.
Crescută in cartierul Harlem din New York City, Banks a urmărit un interes în teatru muzical la o varsta frageda, studiind la Liceul LaGuardia High School of Performing Arts, înainte de a pleca să se concentreze asupra carierei sale muzicale. La sfârșitul anului 2008, ea a adoptat pseudonimul "Miss Bank$" și a început sa lanseze muzică prin contul ei de MySpace, în cele din urmă fiind semnată la XL Recordings, la varsta de 17 ani. După semnarea unui contract de înregistrare cu Interscope Records și Polydor, Banks a venit la importanță de topping NME's Cool List în 2011 și terminând al treilea în Sound of 2012. Debutul single, "212", de pe primul extended play 1991 (2012), și primul mixtape Fantasea (2012) a primit aprecieri critice. Albumul de studio de debut a lui Banks Broke With Expensive Taste (2014) s-au prezentat mai multe întârzieri de la anunțul inițial, înainte de a fi lansat în mod neașteptat la magazinele de muzică online. Ea va face debutul în actorie ca steaua a filmului muzical de teatru Coco, regizat de RZA.

## Viața și cariera

### Copilaria și începutul carierei

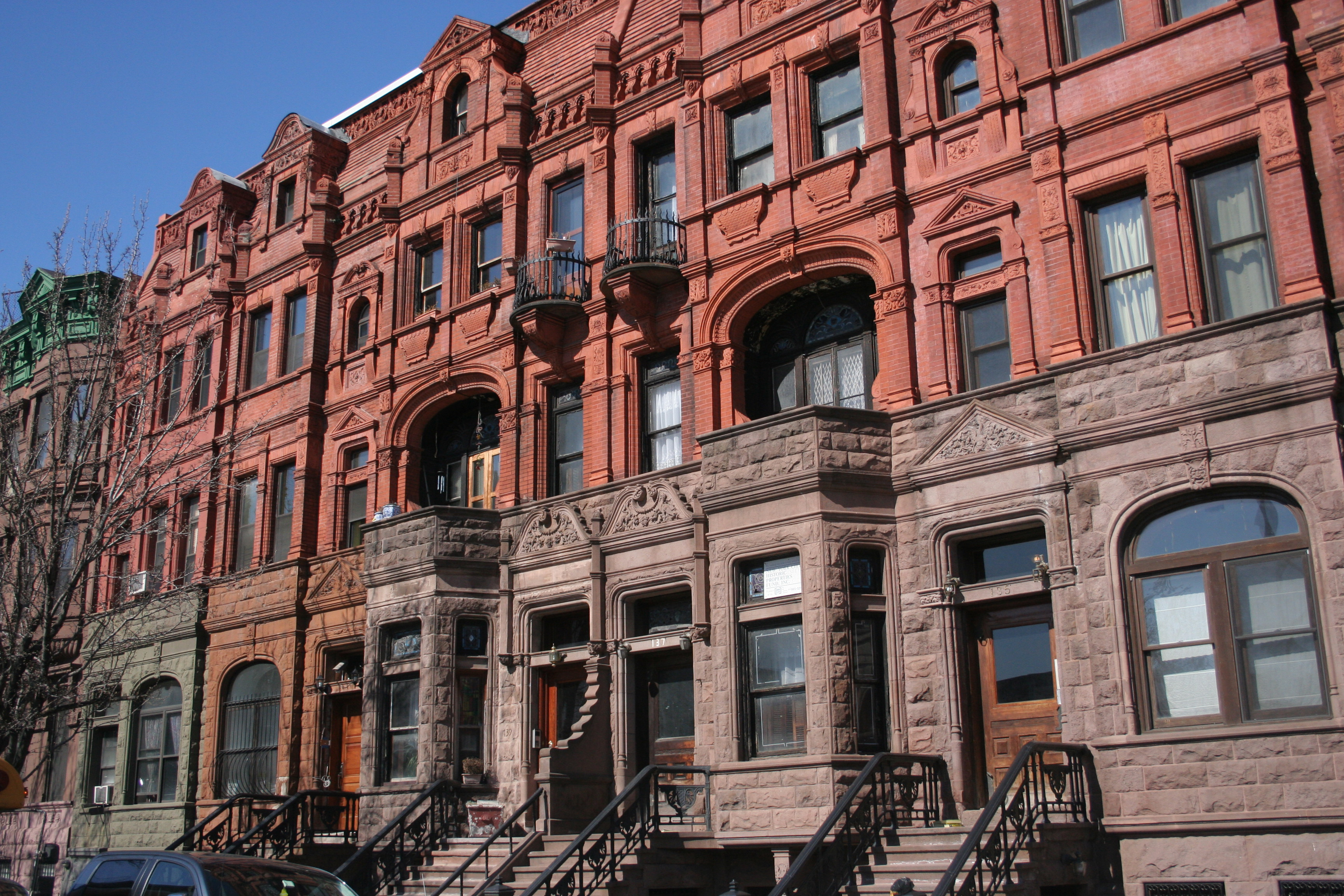
Banks a crescut in cartierul Harlem din New York City

Azealia Amanda Banks s-a nascut pe 31 mai 1991 în Manhattan. Mama ei a avut și două surori mai mari în Harlem, după ce tatăl lor a murit de cancer pancreatic, atunci când ea a avut doar doi ani. În urmă cu moartea tatălui ei, Banks spune că mama ei "a devenit într-adevăr fizic-abuzivă și verbal. Că ar fi fost în stare să mă lovească cu bâta de baseball pe mine și pe surorile mele, și să ne dea cu capetele de ziduri, și să îmi spună mereu că eram urâtă. Îmi amintesc că o dată a aruncat toate alimentele din frigider, doar ca să nu avem nimic ce mânca." Datorită escaladării violenței, Banks s-a mutat din casa mamei sale la vârsta de 14 ani pentru a trăi cu sora ei mai mare.
La o vârstă fragedă Banks a devenit interesată de teatru muzical, dans, actorie și canto. La vârsta de zece ani, ea a început să cânte într-un musical off-Broadway cu numele Tada! Youth Theater din Lower Manhattan. Ea a avut roluri principale în trei producții  (Rabbit Sense, Sleepover și Heroes), în plus față de realizarea ca solistă. Banks a participat la o școală catolică în Harlem în copilărie, și a dansat la National Dance Institute. Ca un adolescent ea instruit în artele spectacolului la Liceul LaGuardia High School of Performing Arts din Manhattan. La vârsta de șaisprezece ani, Banks a jucat într-o producție muzicală noir-comedy, City of Angels unde a fost găsită de către un agent și trimisă pe audiții pentru TBS, Nickelodeon, și Law & Order, toate fără succes. Acesta a fost acel moment în care Banks a decis să pună capăt exercitării ei pentru o carieră în actorie, invocând volumul mare de concurență și sentimentul general de neîmplinire ca motive pentru pensionarea ei. Din cauza acestui fapt, Banks a început să scrie melodii rap și R&B. Ea nu a terminat liceul, în schimb a ales să își urmeze visul de a deveni un artist.
Sub numele "Miss Bank$", ea a lansat piesa de debut "Gimme a Chance" pe internet pe data de 9 noiembrie 2008. Înregistrarea a fost însoțită de piesa produsă de ea "Seventeen", care conție fragmente din cântecul lui Ladytron cu același nume. Banks a trimis ambele piese pentru DJ-ul american Diplo. Mai târziu în același an, Banks a semnat un acord de dezvoltare cu casa de discuri XL Recordings si a început să lucreze cu producătorul Richard Russell de la Londra, lăsând eticheta mai târziu în același an din cauza ideilor contradictorii.

### 2011-12: 1991 și Fantasea
"Richard Russell a fost tare, dar de îndată ce nu am vrut să folosesc instrumentalurile sale, a ajuns foarte aspru. Și sa mă cheme "amatoare" și cei de la XL au început să vorbească urât despre mine. Asta a fost tocmai chiar amuzant. Am fost ca, "Nu am venit aici pentru o întâlnire. Am venit aici să înregistrez." M-am oprit asupra industriei muzicale și a dispărut pentru un pic. Si m-am dus într-un pic de o depresie."
—Banks vorbiind despre plecarea ei din XL Recordings. 
După plecarea ei din XL Recordings, Banks a schimbat numele ei de artă "Miss Bank$" și a devenit în mod oficial Azealia Banks, și s-a transferat în Montréal și a început sa înregistreze muzică. Folosind YouTube-ul ca un portal, Banks a încărcat mai multe piese, inclusiv demo-urile "L8R" și un cover pentru "Hands Slow" de a lui Interpol. După ce viza canadiană a expirat, Banks a revenit la New York, unde a vândut brelocuri la un club din Manhattan de jazz și a dansat la un club de striptease. "Asta e, atunci când am fost într-adevăr deprimată", Banks spune, " Nu am un manager, nu am un iubit, nu am prieteni, nu am nici un ban. Aici lucrez la clubul de striptease, încercând să nu spun ceva greșit și să mă cert cu aceste fete de care nu-mi pasă."
În septembrie 2011, Banks a lansat single-ul de debut "212" gratuit pe cale digitala pe site-ul ei oficial, care a fost ulterior lansat oficial pe 6 decembrie 2011, ca single-ul principal al EP-ului 1991. Piesa a atins succesul clasamentelor europene, ajungând pe locul paisprezece în Olanda, numărul doisprezece în Regatul Unit și la numărul șapte în Irlanda.
Deși a fost nesemnată la momentul respectiv, Banks a început să lucreze cu producatorul britanic Paul Epworth pentru albumul de studio de debut. A fost anunțat în decembrie 2011 că Banks va face parte pe "Shady Love", o piesa de pe albumul trupei americane Scissor Sisters de pe al patrulea album de studio Magic Hour, deși caracteristica va rămâne necreditată. Un videoclip de insotire a fost lansat în ianuarie 2012, în urma cu premiera radio de la Annie Mac (BBC Radio 1) în 4 ianuarie, deși lansarea single-ului a fost anulată din motive neconfirmate. Banks a lansat piesa "NEEDSUMLUV (SXLND)" pe Internet pe data de 16 ianuarie 2012, coincide cu ceea ce ar fi fost a treizeci și treia zi de naștere a cântărețului Aaliyah. O săptămână mai târziu a aparut cea de a doua piesa intitulată "Bambi", care au fost produsă de Paul Epworth, și a fost selectată pentru coloana sonoră pentru un spectacolul de moda Mugler de la Paris. Acesta a fost apoi în februarie când Banks a dezvăluit titlul a vitorului album de debut, Broke with Expensive Taste.

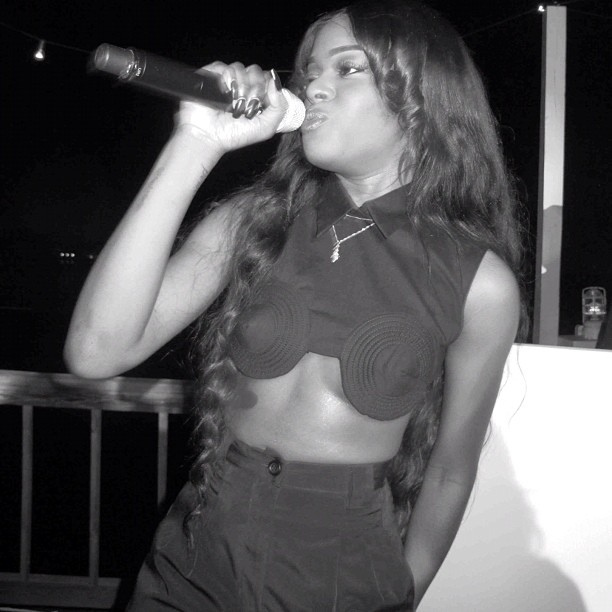
Banks cântând la Art Basel in Miami Beach în 2012

În luna mai 2012, Banks a anuntat planurile de a lansa un mixtape inițial numit Fantastic iar apoi Fantasea. Piesa "Jumanji" a fost lansată pe data de 11 mai online. A doua piesă din mixtape, "Aquababe", a fost pusă la dispoziție online pe data de 13 iunie, în timp a treia piesa," Nathan" împreuna cu rapper-ul Styles P a fost pusa la dispoziție online pe 30 iunie. Fantasea a fost lansat prin intermediul contului Twitter a lui Banks pe data de 11 iulie, și a fost urmat de dezvelirea proiectului lui Banks online la radio pe Kunt.FM săptămâna următoare.
Primul extended play a lui Banks 1991, a fost lansat în Marea Britanie pe data de 28 și în Statele Unite ale Americii în ziua următoare. Piesa patru, de care "212", nu a fost eligibil pentru UK Albums Chart, dar piesa de s-a clasat pe locul Saptezeci si noua pe UK Singles Chart. Acesta a ajuns, de asemenea, 133 de pe US Billboard 200, în timp ce ajunge la numărul șaptesprezece pe R&B/Hip-Hop Albums, Numărul doisprezece pe Rap Albums, și numărul unu pe clasamentul Heatseekers Albums. În 2013, 1991 a fost certificat de aur de către Australian Recording Industry Association (ARIA).
Banks a programat să lanseze al doilea single "Esta Noche", din mixtape-ul Fantasea, pe data de 25 septembrie 2012, dar piesa a fost retrasă în ziua lansării sale ca urmare a disputelor de prelevare a probelor între Banks și producătorul piesei Munchi. luna viitoare, sa confirmat că Banks a lucrat cu Lady Gaga pe două piese, intitulate "Ratchet" și "Red Flame" pentru al treilea album de studio a lui Gaga, ARTPOP (2013), cu toate acestea piesele nu au fost incluse pe album, și de atunci au nu au mai fost lansate. Banks, de asemenea, a relevat faptul că ea a colaborat cu Kanye West pe G.O.O.D. Music un album de compilație, Cruel Summer, dar a clarificat de asemenea, că în cele din urmă, contribuțiile ei nu a făcut reducerea finală a albumului. Pe data de 31 decembrie 2012, Banks a lansat o piesa cu titlul "BBD", care în cele din urmă a apărut pe albumul de debut Broke with Expensive Taste

### 2013-prezent: Brooke with Expensive Taste șiCoco

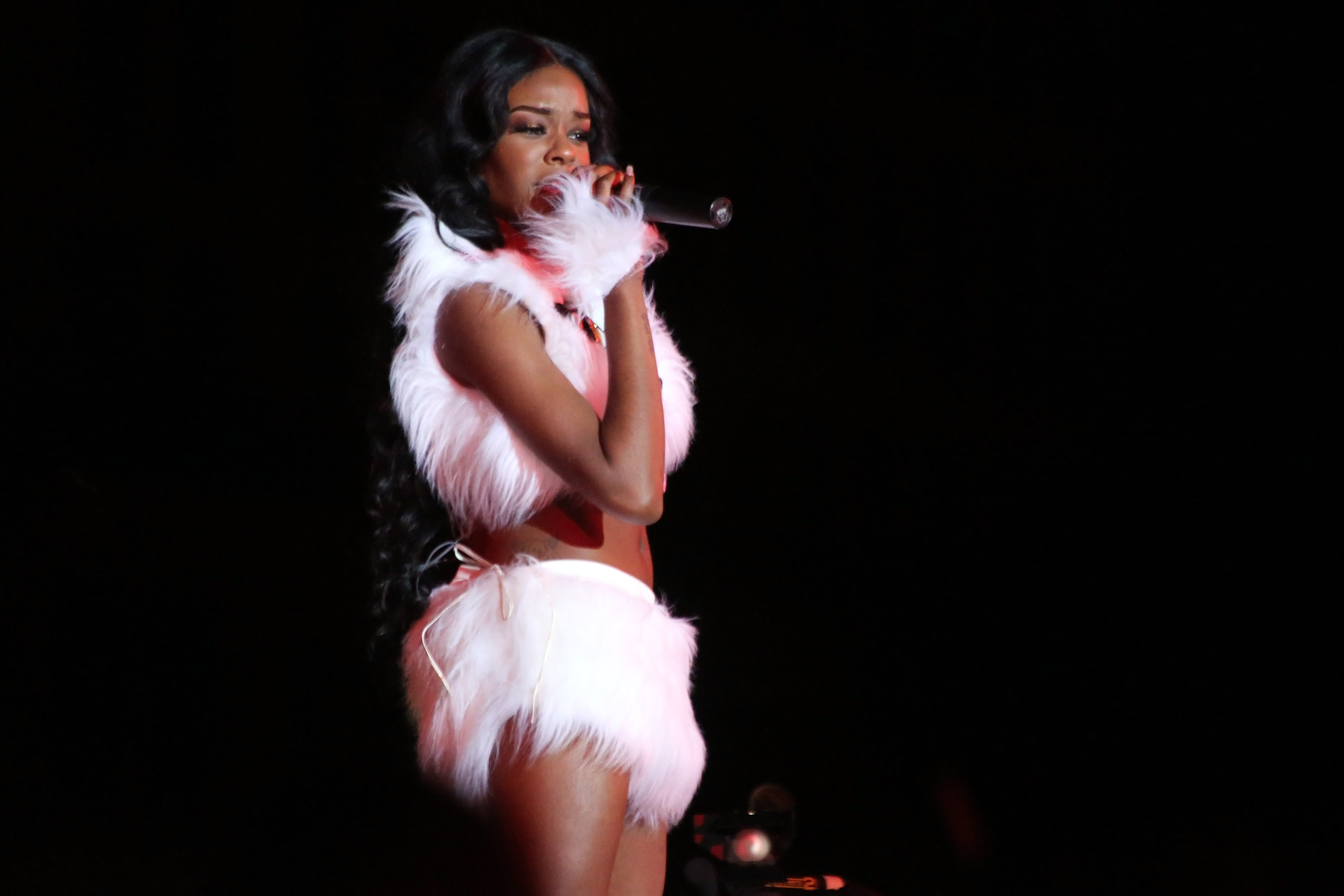
Banks cântand la Life Ball în 2013

La începutul anului 2012, Banks a declarat că albumul ei de debut va fi numit Broke with Expensive Taste, și a spus că albumul va include contribuții cu muzicieni diferiti, inclusiv Toko Yasuda, Theophilus London, Kevin Hussein, și Ariel Pink. Banks a anunțat inițial că primul single a albumului va fi o piesa intitulată "Miss Amor", și că va fi însoțită de o Fața-B, "Miss Camaraderie", ambele produse de Lone. Cu toate acestea, aceste planuri s-au schimbat, atunci când ea mai târziu a anunțat în luna ianuarie 2013, ca primul single oficial de pe album va fi o piesa numita "Yung Rapunxel", care a fost lansată in luna martie 2013 prin contul ei oficial de SoundCloud. În mai 2013, Banks a anuntat ca al doilea single de Broke with Expensive Taste va fi "ATM Jam", impreuna cu Pharrell. În luna următoare, pe data de 29 iunie, Banks a debutat piesa într-un spectacol la Glastonbury Festival 2013, cu postul de radio New York City Hot 97 premiînd o versiune clean prescurtată a cantecului trei zile mai târziu pe 2 iulie. La 11 iulie 2013, versiunea completă studio a piesei "ATM Jam" a fost lansată pe BBC Radio 1, și a fost lansat pe cale digitală pe data de august 30, 2013. Banks a confirmat ulterior, în noiembrie 2013, ca "ATM Jam" nu ar trebui să apară pe Broke with Expensive Taste din cauza vanzarilor slabe.
Banks au anunțat la jumătatea lunii iulie, care, după o luptă lungă, ea a parasit eticheta Universal Music Group. Banks a avut posesia și dreptul la munca care a lansat-o cu Interscope Records. Pe data de 28 iulie 2014, Banks a lansat al doilea single oficial de pe Broke with Expensive Taste, intitulat "Heavy Metal and Reflective", pe cont propriu, Azealia Banks Records. Acest lucru a fost urmat de către "Chasing Time", al treilea single din proiect, pe data de 22 septembrie
Banks a lansat albumul sau de debut Broke with Expensive Taste surprinzător pe iTunes, pe data de 7 noiembrie 2014, în timp ce lansarea fizica a albumului a fost pe data de 3 martie 2015. În februarie 2015, Banks a pozat nud pentru numarul din aprilie a revistei Playboy, si a fost fotografiată de Ellen von Unwerth. Pe data de 26 mai 2015, a fost anunțat că Banks va face debutul în calitate de personaj principal a filmului muzical de dramă regizat de RZA Coco. Pe data de 6 august 2015, Banks a relevat faptul că ea a fost în imposibilitatea de a lansa muzica noua până în martie 2016.

## Discografie
Albume de studio
- Broke with Expensive Taste (2014)

EP-uri
- 1991 (2012)

Mixtape-uri
- Fantasea (2012)
- Slay-Z (2016)
- Yung Rapunxel, Pt. II (2019)

## Legături externe
Materiale media legate de Azealia Banks la Wikimedia Commons
- Site web oficial
- Azealia Banks la Internet Movie Database